# Flechas de Prata
Flechas de Prata, ou ainda, Flechas Prateadas (Silberpfeil em alemão) eram as equipes de competições da Mercedes-Benz e Auto Union entre os anos de 1934 e 1939 pela imprensa alemã devido a sua dominância nas competições de automobilismo da época, deixando de ser utilizado durante um breve período após o início da Segunda Guerra Mundial, devido ao fato das empresas passarem a priorizar a construção de veículos militares, assim como a paralisação da maioria das competições. O apelido posteriormente foi revivido durante os anos de 1954 e 1955 pelo domínio da Mercedes na Fórmula 1,  entrando num hiato de quase 35 anos após a mesma abandonar as competições em virtude da tragédia de Le Mans em 1955, onde um acidente envolvendo um dos pilotos da equipe durante a edição daquele ano das 24 Horas de Le Mans, Pierre Levegh, causou a morte de 84 pessoas, além do próprio. O apelido retornou no final dos anos 1980 e durante os anos 1990, com o retorno da Mercedes às competições, e principalmente com o desempenho vitoriso do Mercedes-Benz C11 nas competições de resistência; assim como no retorno da marca a Fórmula 1 em 2010, e posterior sucesso da mesma pouco após o retorno.
O motivo para a coloração prateada dos veículos da Mercedes é controverso, mas a versão mais conhecida da história, publicada nas memórias do então chefe da equipe, Alfred Neubauer, e do piloto Manfred von Brauchitsch, eles tiveram a ideia de remover a pintura, deixando os veículos apenas nas chapas de alumínio, após o Mercedes-Benz W25, o primeiro veículo construído após um investimento de 250 mil reichsmarks do governo alemão na empresa, ultrapassar em um quilograma os 750 quilogramas permitido pelos regulamentos das principais competições de fórmula da época. Com o W25, Rudolf Caracciola, um dos mais famosos e importantes automobilistas do período anterior a Fórmula 1, venceu seu primeiro título do Campeonato Europeu de Automobilismo, em 1935. Caracciola ainda conquistaria os títulos de 1937 e 1938 com a Mercedes. A edição de 1936 ficou com Bernd Rosemeyer, pilotando pela Auto Union. A Auto Union, que também recebera 250 mil reichsmarks do governo alemão, liderava a controversa edição de 1939 do campeonato europeu com Hermann Paul Müller quando o mesmo acabou sendo paralisado em virtude da eclosão da Segunda Guerra. Apesar da paralisação, Hermann Lang, da Mercedes, que se encontrava na segunda colocação no momento, foi considerado pelos responsáveis pelo automobilismo do governo alemão como o campeão.